# ABJM超共形場理論
理論物理学において、ABJM理論 (ABJM theory) は、オファー・アハロニー (Ofer Aharony)、オレン・バーグマン (Oren Bergman)、Daniel Jafferis, フアン・マルダセナ (Juan Maldacena) により研究されている場の量子論であり、{\displaystyle AdS_{4}\times S^{7}} 上のM理論へのホログラフィック双対をもたらす理論である。ABJM理論は、チャーン・サイモンズ理論とも密接に関係し、 凝縮系物理学で起きる問題を解明するための有用なトイモデルを提供する。